# Poggio Cocola
Poggio Cocola conosciuto anche come Poira è un'area archeologica situata alla sommità delle colline a Sud del fiume Simeto.

## Identificazione e storia
Sulla sua superficie sono stati rinvenuti, attraverso dei saggi archeologici, alcuni reperti ceramici databili all'Età del Bronzo e all'Età del Ferro. Gli scavi iniziati nel 1960 hanno rinvenuto i resti di un abitato di età greca di natura indigena menzionato da Diodoro Siculo. 
L'ipotesi certa è di un insediamento indigeno ellenizzato limitato all'area ampia di Poggio Cocola, e lo sviluppo dell'insediamento va messo in rapporto con gli insediamenti di Monte Castellaccio. Uno dei proprietari terrieri della zona (nonché fotografo e realizzatore di libri fotografici), ha spiegato i motivi della sua identificazione con Galaria, di cui Diodoro cita l'assedio (Libro XIX rigo 104) insieme alla vicina Centuripe nel 312/311 a.c. da parte di Dinocrate (che guidava i siracusani contrari ad Agatocle).
Gli scavi del 1995 non hanno rilevato la presenza di un muro greco o di una città racchiusa al suo interno né tantomeno gli edifici citati quali il Tempio d'Ercole e un Foro,  appartenenti a Inessa/Aitna e testimoniati da Pindaro, Tucidide e Strabone (negli Itinerari di età romana, pongono tutti la cittadella a metà strada tra Catania e Centuripe su di un tracciato interno sulla via Catania-Termini Imerese, probabilmente a Civita di S.M.Licodia).  Altri scavi hanno portato alla luce resti di muri orientati databili tra il VI e V secolo a.C attestando la presenza di una cittadella greco-siceliota con un impianto urbanistico.
Le mura orientate delimitano una vasta area che comprende Poggio Cocola e la masseria Poira, al cui interno ricade un edificio che comprende tre ambienti allineato a Est-Ovest con ingresso a Sud . L'estensione del muro rimane ancora incerta con connessioni alla masseria Poira e Mongicene oppure alla masseria tardo-antica Nenciana, verso il fiume Simeto.
Nella stessa area del poggio sono presenti:
- resti del Castello della Baronessa Poira (delimitato da mura di cinta ed eretto su costruzioni romane)
- una Necropoli ellenica del V secolo a.C  (sulla collina)
- la Grotta degli schiavi (un Ergastolum romano adibito agli schiavi)